# حشافيات
الحَشَّافيّات (الاسم العلمي: Neritopsidae)، فصيلة منحلزونات بحرية وحلزونات المياه العذبة من الفرع الحيوي لزيقيات حلقية الشكل.
أغلب أنواع الفصيلة هي أحفوريات. الأنواع القليلة الموجودة تسمى أحيانًا «أحفوريات حية».